# كييتا تازوا
كييتا تازوا (باليابانية: 丹沢 啓太) (مواليد 27 ديسمبر 1977)، هو لاعب كرة قدم سابق كان يلعب كلاعب وسط.